# Иванов, Георгий Матвеевич
Георгий Матвеевич Иванов (1890 — 1942) — руководитель киевского губернского ГПУ.

## Биография
Родился в семье рабочего сельскохозяйственной фермы. До 1917 служил в царской армии. Член РСДРП(б) с апреля 1917. С марта 1919 начальник Особого отдела ВЧК Западной армии. С мая 1919 комиссар-следователь при президиуме ВЧК, секретарь, член коллегии секретного отдела ВЧК при СНК РСФСР. До марта 1920 председатель Казанского губернского революционного трибунала. С февраля 1920 председатель Казанской губернской ЧК, с мая 1920 председатель Всетатарской ЧК и начальник особого отдела Запасной армии Республики, потом начальник дорожно-транспортной ЧК станции Казань. С августа 1920 член бюро Татарского областного комитета РКП(б). В 1921 становится полномочным представителем ВЧК по Приволжскому военному округу. С 6 февраля по 21 августа 1922 полномочный представитель ВЧК Туркреспублики. С июня 1923 по декабрь 1925 начальник Киевского губернского отдела ГПУ. После чего работал в Народном комиссариате торговли СССР. В 1935-1936 не работал по болезни. В ноябре 1940 арестован, в апреле 1941 осуждён Особым совещанием при НКВД СССР на 8 лет лишения свободы. Умер в ИТЛ.